# Lissometra
Lissometra is een geslacht van haarsterren uit de familie Thalassometridae.

## Soort
- Lissometra alboflava (A.H. Clark, 1907)